# Caladium humboldtii
Caladium humboldtii är en kallaväxtart som först beskrevs av Constantine Samuel Rafinesque, och fick sitt nu gällande namn av Heinrich Wilhelm Schott. Caladium humboldtii ingår i släktet Caladium och familjen kallaväxter. Inga underarter finns listade.

## Bildgalleri

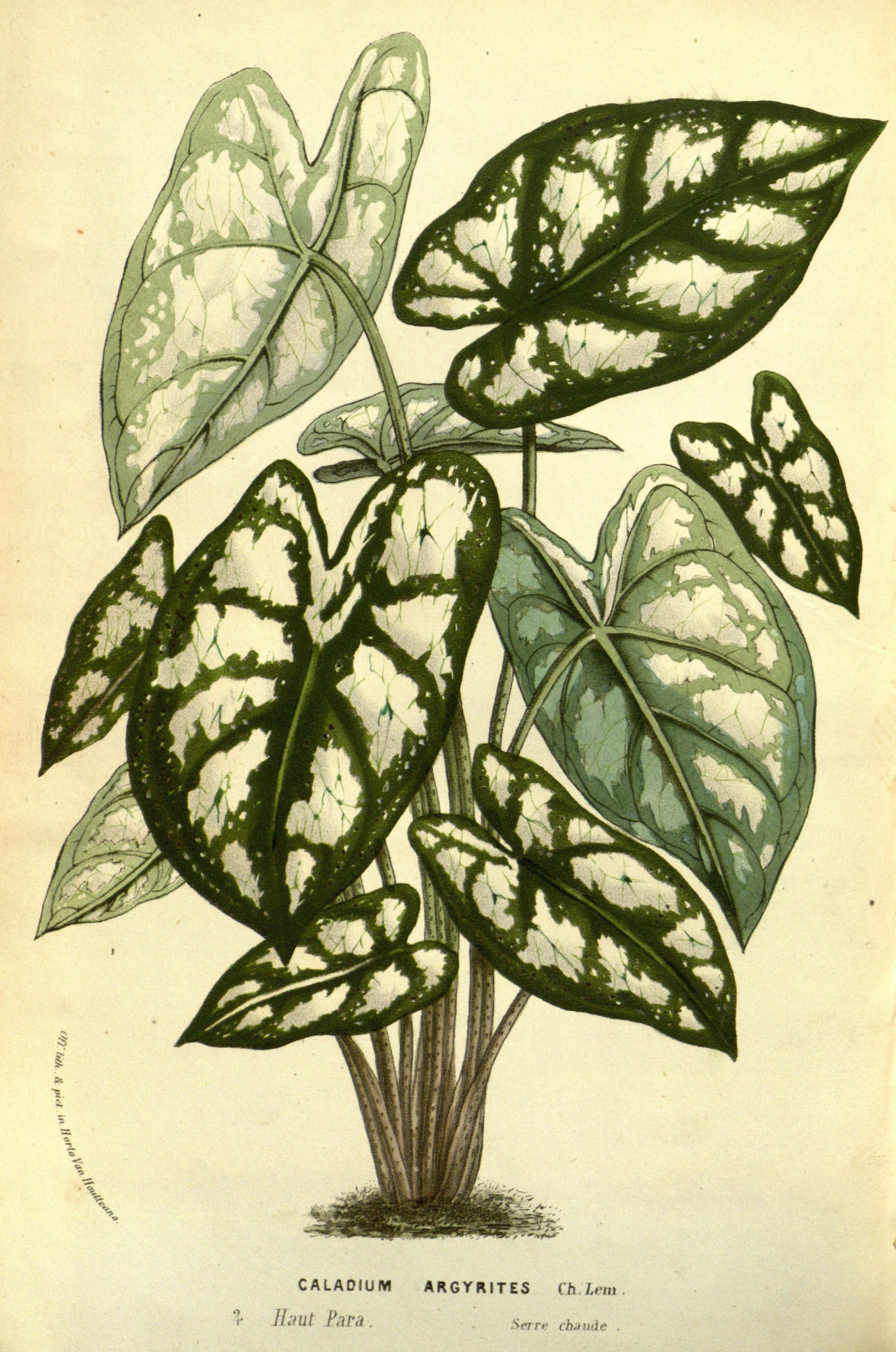